# Gradació consonàntica
La gradació consonàntica és un tipus de mutació consonàntica (bàsicament lenició però també assimilació) que es troba en algunes llengües uralianes, específicament les branques baltofinesa, lapona, i samoiede. Originalment devia aparèixer com una alternança al·lofònica entre síl·labes obertes i tancades, però ha esdevingut gramaticalitzada degut a canvis històrics en l'estructura sil·làbica de les llengües afectades.

## En finès
En finès, les paraules amb flexió (verbs, noms, adjectius, pronoms etc) tenen canvis a l'arrel en diferents formes del paradigma, segons els sufixos que reben. Els canvis segueixen regles que sovint són deduïbles del context fonètic que segueix (com síl·laba oberta o tancada, o vocal llarga o breu, etc.) però no sempre (hi ha canvis que són bloquejats pel tipus morfològic del sufix).
Es parla de grau ple si l'arrel manté la forma completa, o de grau reduït si l'arrel passa per lenicions o assimilacions o elisions de sons consonàntics, que en general requereixen una articulació més simple. Els canvis poden ser quantitatius (consonants dobles se simplifiquen o consonants simples desapareixen) o qualitatius (grups de consonants s'assimilen o consonants simples canvien de mode d'articulació).
Una sinopsi (no exhaustiva) de la mena de canvis que poden passar les arrels de les paraules fineses per gradació consonàntica entre el grau ple i el grau reduït:
pp → p -- kauppa / kaupassa ~"botiga / a la botiga"
tt → t -- katto / katolla ~"teulada / sobre la teulada"
kk → k -- kukka / kukan ~"flor / de la flor"
mp → mm -- kampa / kammalla ~"pinta / amb la pinta"
nt → nn -- ranta / rannalla ~"platja / a la platja"
nk → ng /ŋ/ -- Helsinki / Helsingissä ~"Helsinki / a Helsinki"
p → v (intervocàlica) -- kipu / kivussa ~"dolor / amb dolor"
lp → lv ...
rp → rv ...
t → d (intervocàlica) -- katu / kadulla ~"carrer / al carrer"
lt → ll -- ilta / illalla ~"vespre / al vespre"
rt → rr -- ymmärtää / ymmärrän ~"entendre / jo entenc"
ht → hd -- lähteä / lähden ~"marxar / jo marxo"
k → ø (intervocàlica) -- joki / joen ~"riu / del riu"
vocal+ik → j (intervocàlica) -- poika / pojalle ~"nen / per al nen";
lk → l -- jalka / jalan ~"peu / del peu";
rk → r -- Turku / Turussa ~"Turku / a Turku"
lk → lj (seguida de i,e) -- kylki / kyljen ~"costella / de la costella"
rk → rj (seguida de i,e) -- järki / järjen ~"raó / de la raó"
hk → hj (seguida de i,e) -- hän rohkenee / rohjeta ~"(ell/ella) gosa / gosar (infinitiu)"
k → v (intervocàlica entre vocals posteriors) -- puku / puvut ~"vestit / els vestits"